# Hässjö distrikt
Hässjö distrikt är ett distrikt i Timrå kommun och Västernorrlands län. Distriktet ligger omkring Söråker i östra Medelpad. 

## Tidigare administrativ tillhörighet
Distriktet inrättades 2016 och utgörs av Hässjö socken i Timrå kommun.
Området motsvarar den omfattning Hässjö församling hade 1999/2000.

## Tätorter och småorter
I Hässjö distrikt finns två tätorter men inga småorter.

### Tätorter
- Stavreviken
- Söråker (del av)